# Amoklauf von Killeen
Der Amoklauf von Killeen ereignete sich am 16. Oktober 1991 in Killeen, Bell County, Texas, USA. Ein Mann eröffnete wahllos das Feuer auf Gäste und Angestellte einer Cafeteria, tötete 23 Menschen und verletzte rund 20 weitere. Nach einem Schusswechsel mit der Polizei beging er Suizid. Es handelte sich um den bis zu diesem Zeitpunkt opferreichsten Amoklauf in der Geschichte der USA.

## Hergang
Am 16. Oktober 1991 durchbrach laut unterschiedlichen Angaben zwischen 12:39 und 12:45 Uhr Ortszeit, ein hellblauer Ford Ranger-Pick-up die gläserne Front der Luby's Cafeteria an der U.S. Route 190 in Killeen. Während die anwesenden Gäste und Angestellten von einem Unfall ausgingen und einige zum Fahrzeug liefen, um dem vermeintlich verletzten Fahrer zu helfen, stieg dieser aus und eröffnete das Feuer aus zwei halbautomatischen Pistolen vom Typ Glock 17 und Ruger P89. Dabei rief der Attentäter „Alle Frauen in Killeen und Belton sind Giftschlangen! Das habt ihr mir und meiner Familie angetan! Das hat Bell County mir angetan. War es das wert? Das ist der Tag der Heimzahlung!“ Während der anschließenden zehn- bis fünfzehnminütigen Schießerei wurden mehr als 40 Menschen getroffen, 23 davon tödlich. Das jüngste Opfer war 29 Jahre alt, das älteste Opfer 75. Mehr als 20 weitere Personen wurden verletzt. 14 der Todesopfer waren Frauen.
Die Luby's Cafeteria war wegen des Feiertags Boss Day ungewöhnlich gut besucht, laut unterschiedlichen Angaben sollen sich zwischen 80 und 150 Menschen im Gebäude aufgehalten haben. Der Mechaniker Tommy Vaughn durchsprang eines der großen Glasfenster und ermöglichte so einer größeren Anzahl von Menschen die Flucht. Viele der Anwesenden versuchten sich zu verstecken; ein 19-jähriger Angestellter etwa wurde erst am nächsten Tag aus einem Geschirrspüler befreit.
Officer Chuck Longwell und Officer Kenneth Olson trafen nach wenigen Minuten als erste Polizisten am Tatort ein. Sie hatten sich auf der Rückfahrt von einem Undercover-Einsatz zur Bekämpfung der Drogenkriminalität befunden. Zusammen mit Officer Al Morris lokalisierten sie den Schützen. Es soll dabei auf etwa zehn Meter Entfernung zu einem Schusswechsel gekommen sein, bei dem der Täter in die rechte Schulter getroffen wurde. Dieser zog sich anschließend in die Toiletten zurück und erschoss sich selbst. Zuvor hatte er der Polizei gegenüber noch mitgeteilt, dass er Geiseln in seiner Gewalt habe.

## Täter
Der Schütze wurde als der 35-jährige George Jo Hennard aus Belton identifiziert. Hennard wurde am 15. Oktober 1956 als George Pierre Hennard in Sayre, Pennsylvania, geboren. Sein Vater war ein schweizstämmiger Chirurg und seine Mutter war Antiquitätenhändlerin, die Eltern waren seit 1983 geschieden. Der ehemalige Soldat der Navy hatte zuletzt für die zivile Handelsflotte der United States Merchant Marine gearbeitet. 1989 verlor er seine Zulassung wegen des Besitzes von Marihuana. Zum Tatzeitpunkt war er arbeitslos. Seine beiden Tatwaffen hatte er im Februar 1991 legal in Nevada erworben.
Bekannt war sein ausgeprägter Hass auf Frauen. Der Polizeichef sagte während der polizeilichen Untersuchung, dass Hennard ein „offensichtliches Problem mit Frauen“ hatte. Laut Aussagen von Zeugen soll er während der Schießerei Hasstiraden gegen Frauen geäußert haben. Im Juni 1991 ging Hennard in ein örtliches Büro des FBI und reichte dort eine Beschwerde gegen alle Frauen wegen Verletzung seiner Bürgerrechte ein. Im selben Monat hatte er zwei Schwestern aus seiner Nachbarschaft gestalkt und ihnen einen Brief mit Fotos von sich selbst geschickt, in dem es hieß: „Bitte gebt mir die Genugtuung, eines Tages den überwiegend weißen, heimtückischen Giftschlangen aus diesen beiden Städten [Killeen und Belton] ins Gesicht lachen zu können, die versucht haben mich und meine Familie zu zerstören.“ Laut seinem ehemaligen Mitbewohner sah Hennard Frauen als Schlangen. Tage vor dem Amoklauf hatte Hennard die Anschuldigungen der sexuellen Belästigung gegen Clarence Thomas im Fernsehen verfolgt. Er beschwerte sich öffentlich, dass die Anschuldigungen lachhaft waren und dass Frauen Bereiche übernehmen würden, die rechtmäßig Männern zustünden.

## Motiv
Laut Polizei und anderen Einschätzungen gilt Hennards Hass gegen Frauen als ein mögliches Motiv für den Amoklauf. Mehreren Zeugenaussagen zufolge habe Hennard Männer ausgelassen, um auf Frauen zu schießen. Zeugen berichteten außerdem, dass Hennard während des Amoklaufs gesagt haben soll “Wait ’til those fucking women in Belton see this! I wonder if they’ll think it was worth it” (deutsch: „Warte bis diese verdammten Frauen in Belton das sehen! Ich frage mich, ob sie denken werden, dass es das wert war“). Darüber hinaus habe Hennard laut Nachrichtenberichten zu Beginn des Amoklaufs gesagt “This is for the women of Bell County” (deutsch: „Das ist für die Frauen in Bell County“). Obwohl es keine anderen Hinweise auf eine psychische Störung Hennards gab, könne seine Wahnvorstellung, dass er von Frauen verfolgt und schlecht behandelt worden sei, als ein Zeichen für eine paranoide Psychose gedeutet werden. Eine andere Erklärung des Amoklaufs ist, dass Hennard nicht nur durch seinen Hass auf Frauen motiviert war, sondern dass der Amoklauf das Ergebnis mehrerer Zurückweisungserfahrungen war, Zurückweisung durch Frauen, Arbeitgeber, Freunde und Familie.
Eine von seinem Vater vermutete Erklärung, sein Sohn sei durch einen Hirntumor oder ein Aneurysma gewalttätig geworden, konnte nach einer Obduktion nicht bestätigt werden. Auch stand er zum Zeitpunkt des Amoklaufs nicht unter dem Einfluss von Alkohol oder anderen Drogen.
Einige Wochen vorher war die Gegend von Killeen Drehort für den Film König der Fischer mit Jeff Bridges und Robin Williams in den Hauptrollen, wo es in einer Szene zu einem Amoklauf in einem Restaurant kommt. Die Polizei fand später eine Zahlungsbestätigung für eine Kinokarte dieses Filmes unter den Habseligkeiten Hennards. Gerüchte, wonach der Täter durch dieses Massaker inspiriert worden sein könnte, konnten nicht erhärtet werden.

## Nachwirkungen

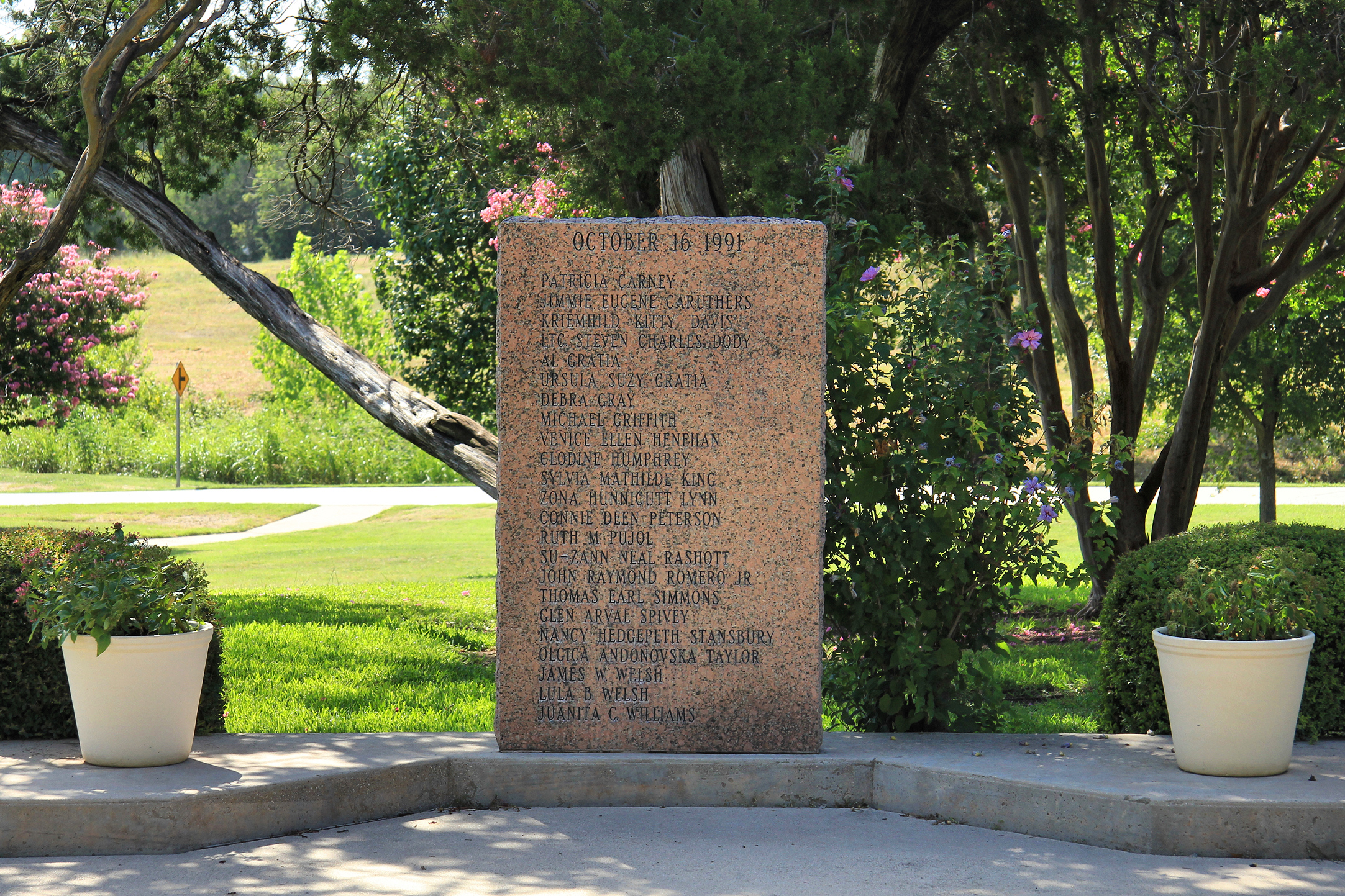
Denkmal zur Erinnerung an die 23 Todesopfer des Amoklaufs.

Officer Al Morris, Officer Kenneth Olson und Officer Chuck Longwell wurden für ihr Eingreifen als erste Beamte des Killeen Police Departments mit der Ehrenmedaille ausgezeichnet.
Aufgrund des Amoklaufes verabschiedete die Texas-Legislative ein neues Waffengesetz, welches unter Auflagen das verdeckte Tragen von Schusswaffen in der Öffentlichkeit zu Zwecken der Selbstverteidigung erlaubt. Das Gesetz wurde 1995 vom damaligen Gouverneur George W. Bush unterzeichnet. Bedeutenden Anteil bei der Einführung des Gesetzes hatte Suzanna Hupp, welche sich während des Amoklaufs in der Cafeteria befand und ihre Eltern verlor. Sie wurde 1996 ins Repräsentantenhaus von Texas gewählt.
An die Opfer erinnert ein Gedenkstein beim Killeen Community Center. Die Luby’s Cafeteria öffnete wenige Monate nach dem Amoklauf wieder, schloss aber im September 2000. Danach eröffnete an gleicher Stelle ein Chinarestaurant.
Der Amoklauf von Killeen blieb der opferreichste in der Geschichte der Vereinigten Staaten bis zum Amoklauf an der Virginia Tech am 16. April 2007, als 33 Menschen getötet wurden. Nach dem Amoklauf an der Sandy Hook Elementary School vom 14. Dezember 2012 mit 28 Toten war der Amoklauf von Killeen der nach Todesopfern drittschlimmste Amoklauf der Vereinigten Staaten. Er blieb weiterhin der opferreichste außerhalb einer Bildungseinrichtung bis zum Massaker in Orlando 2016 mit 49 Todesopfern.